# جي أر إل
جي أر إل (بالإنجليزية: G.R.L.)‏ وهي فرقة غناء نسائية أمريكية بريطانية مكونة من روبن أنتين وسيموني باتل وإيمالين إيسترادا ولورين بينيت و ناتاشا سلايتون وبولا فان أوبن، تأسست في سنة 2013 وقد تم إعلان انحلال الفرقة في يونيو 2015.

## روابط خارجية
- جي أر إل على موقع ميوزك برينز (الإنجليزية)
- جي أر إل على موقع أول ميوزيك (الإنجليزية)
- جي أر إل على موقع ديسكوغز (الإنجليزية)